# Agustín Iglesias Caunedo
Agustín Iglesias Caunedo (Oviedo, 10 de febrero de 1971) es un político español del Partido Popular, y presidente del Partido Popular de Oviedo.  Entre enero de 2012 y junio de 2015 fue alcalde de Oviedo, cargo al que accedió en plena legislatura tras la marcha de Gabino de Lorenzo, y a propuesta de éste, además de secretario general del Partido Popular de Oviedo. También tiene el cargo de director de Ibermutuamur en Oviedo desde 1999, aunque actualmente está en excedencia. Fue además vicepresidente segundo de Cajastur en el año 2012.
Estudió en las escuelas de San Pedro de los Arcos primero y en colegio Parque Infantil a continuación, antes de terminar el bachillerato en el Colegio Loyola, donde estudiaba cuando se afilió a Nuevas Generaciones del Partido Popular a los 16 años. Se matriculó en Derecho en la Universidad de Oviedo, terminando los estudios en 2015, en una universidad privada, en la Universidad Alfonso X el Sabio en 2015. Es también Licenciado en CC. Políticas y de la Administración.
Obtuvo su primer acta de concejal en la primera legislatura de Gabino De Lorenzo. Entre los años 1991 y 1995 fue concejal delegado de Juventud, Empleo, Promoción Social y Mercados. Luego pasó a ocupar un puesto como diputado de la Junta General del Principado de Asturias, donde fue portavoz del Grupo Parlamentario Popular. En 2003 regresó al Ayuntamiento como edil de Presupuestos y Coordinación.
El 30 de octubre de 2015 la Agencia Tributaria solicitó su imputación por su presunta implicación en  una trama de cohecho y prevaricación  que implicaba tanto a Caunedo como al también popular Manuel Pecharromán, exconcejal del ayuntamiento de Gijón. Según las anotaciones de Joaquín Fernández, el exvicesecretario de comunicación del PP, el programa de los viajes en los que participaron Caunedo y Pecharromán, en el año 2009, a Croacia y Estados Unidos incluirían partidos de hockey, banquetes, prostíbulos y excursiones a Disney World. La juez de Lugo que investiga el caso Pokémon citó a declarar el 13 de enero de 2016 como imputado al exalcalde de Oviedo y actual portavoz del PP en el ayuntamiento al considerar que existen indicios de un delito continuado de cohecho y otro de prevaricación.
En febrero de 2016, y en julio del mismo año de nuevo, el interventor municipal, en su declaración ante la juez Pilar de Lara, exculpa a Caunedo, al asumir él, de modo único, y basándose en jurisprudencia, las decisiones adoptadas sobre el expediente en litigio.
En 2015, la candidatura del Partido Popular encabezada por Agustín Iglesias ganó las elecciones municipales,  obteniendo 11 concejales, pero perdió la votación de investidura en favor de Wenceslao López Martínez, candidato socialista, que obtuvo 5 concejales, al que apoyaron, en el último minuto, los 6 concejales de Somos Oviedo (agrupación de Podemos) y los 3 concejales de IU.